# Теория жизненного пространства
Теория жизненного пространства — одна из основополагающих теорий геополитики, согласно которой государство рассматривается как живой организм, который рождается и развивается, естественным образом стремясь к территориальному расширению.
Отцом-основателем этой теории считается Фридрих Ратцель, изложивший основные её тезисы в труде «Политическая география» в 1897 году. Позже она была изучена Карлом Хаусхофером, доработавшим её до теории «континентального блока» (ось Берлин — Москва — Токио), которая, в итоге была переиначена нацистской Германией в концепцию «жизненного пространства на Востоке».

## История

### Предпосылки теории
В конце 19 века многие ученые умы занимала проблема высоких темпов роста населения в мире, что, в свою очередь, безоговорочно вызвало бы обострение дефицита продовольственных ресурсов. Поэтому появлялись различные идеи, способные, по мнению их создателей, решить эту насущную проблему. Одним из ученых, разрабатывавших решение этой проблемы был немецкий ученый, Фридрих Ратцель, изложивший в своей книге «Политическая география» (1897 год) теорию жизненного пространства, получившую своё развитие на протяжении всего 20 века.

### Содержание теории
Разрешение вопроса с увеличением численности населения Ратцель видел в необходимости расширения колониальных владений государств. Динамичный территориальный рост, в свою очередь, не только бы решал проблему перенаселения, а, как следствие, и нехватки продовольствия, но и способствовал бы общему развитию государства.
Не чужда была Ратцелю и идея мирового господства. Он первым высказал идею, что большие государства — державы стремятся к максимальной географической экспансии, рамки которой выходят на планетарный уровень. Будучи сторонником социал-дарвинизма, Ратцель утверждал, что государства, как и живые организмы, ведут постоянную борьбу за существование. Таким образом, постоянно растущее государство достигает мирового господства, в то время как государства, не изменяющие свою территориальную площадь обречены на гибель. Постоянные войны между народами за территории Ратцель считал законом исторического развития.
Взяв за единицу измерения площадь в 5 млн км, Ратцель сумел разделить все существовавшие на том момент государства на три группы: континентальные, средние, малые. Размер площади государства и продолжительность его существования взаимосвязаны. Малым государствам труднее всего сохранять территориальную целостность и выдерживать те или иные воздействия со стороны других государств. Уникальность европейской государственной системы Ратцель видел именно в мирном сосуществовании средних европейских государств с малыми. Кроме того, Ратцель открыто критиковал маленькие государства: «В государствах, осужденных на изолированное существование, лишенных всякого движения, вымирает все мужественное, выдающееся и развивается ничтожное, провинциальное тщеславие; даже страсть обращается здесь на мелкие интересы. Развивается однообразие в стремлениях и деятельности, крайняя близорукость политики»
Особое внимание Ратцель уделил термину «пространство». По его мнению, именно пространство является фундаментальным понятием, способным управлять общественными отношениями. Государство будет успешнее развивается, если его население и его правители будут обладать чувством пространства: «Пространство — решающий фактор в мировой политике <… > Обширные пространства сохраняют жизнь. Широкомасштабные изменения гораздо мягче можно провести на обширных территориях, а не на маленьких»

### Последователи
Теорию Ратцеля разделял и Рудольф Челлен, выдающийся шведский политолог, создатель термина «геополитика».
Развивая взгляды Ратцеля, Карл Хаусхофер разработал теорию «континентального блока», которая позднее претерпела ряд изменений и стала официальной доктриной нацистской Германии.
Курт Вовинкель в 1939 году дал развернутое толкование термина «жизненное пространство», исходя из которого вычленил три особых уровня жизненного пространства уже нацистской Германии и тем самым толкование этого термина было приспособлено к сложившейся военно-политической ситуации.
Исключив милитаристскую составляющую теории, Карл Шмитт продолжил развивать идеи своих предшественников.

### Критика
Уже в конце 20-х годов попытки превращения теории жизненного пространства в пронацистскую идеологию вызывали критику среди таких сторонников демократического подхода к толкованию этой теории как Г. Лаутензах, Э. Обст и О. Мауль. За свои взгляды они были уволены из первого немецкого геополитического журнала, «Журнала геополитики», являвшимся в то время центром ведения широкой дискуссии по вопросам геополитики.
После окончания Второй мировой войны вся немецкая школа геополитики подверглась резкой критике и осуждению. Наиболее видным деятелем, занявшимся разоблачением немецкой геополитики, стал видный политолог, социалист Гюнтер Гейден. В конце 1950-х годов он создал научный труд под названием «Критика немецкой геополитики», где детально проанализировал теории Ратцеля, Челлена, Хаусхофера и Графа.
Согласно Гейдену, открыто называющему теорию жизненного пространства «псевдонаучным конгламератом», идеи Ратцеля приобрели большую сферу влияния и стали основой для последующих фашистских идей: «Биологическое учение о государстве при господстве нацистов было объявлено официальной наукой о государстве. Оно было одним из важнейших идеологических средств подготовки и проведения второй мировой войны в руках
германских фашистов. Германская молодежь почти целиком поддалась влиянию этого человеконенавистнического учения и, таким образом, сделалась послушным орудием германского монополистического капитала».

### Теория жизненного пространства в контексте современности
Проблема борьбы за жизненное пространство актуальна и сегодня, несмотря на некоторое изменение её форм и целей. Она ведется как крупными державами в целях установления господства над территориями, богатыми теми или иными природными ресурсами (например, Иракская война, Война в Украине), так и относительно небольших государств за территории (например, Арабо-израильский конфликт).